# Jan Snijders
Pour les articles homonymes, voir Snijders.

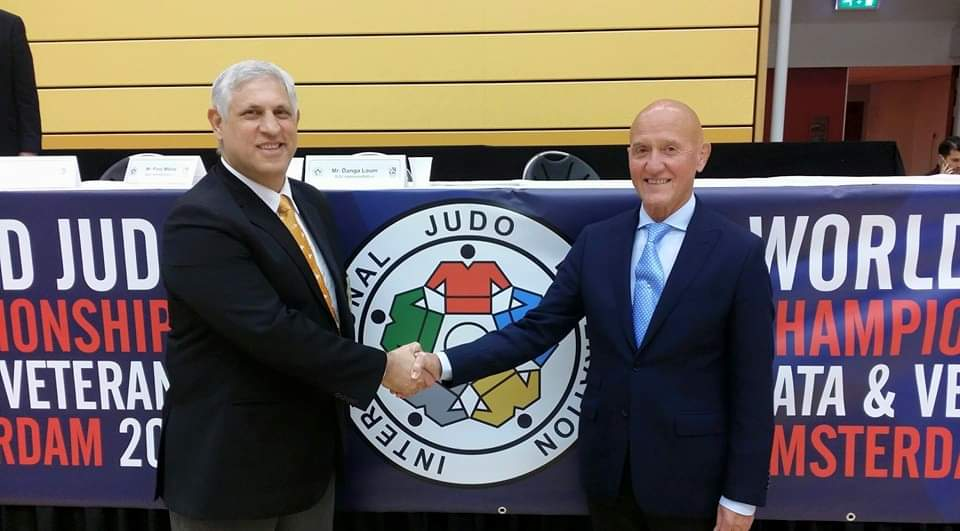
Keyvan Dehnad and Jan Snijders

Jan Snijders, né le 14 septembre 1943 à Eindhoven, est un judoka néerlandais. 
Il est le frère jumeau du judoka Peter Snijders.
Jan Snijders remporte la médaille de bronze des Championnats d'Europe de judo 1969 à Ostende en catégorie des moins de 80 kg
Il devient par la suite arbitre de judo.